# Zmarli w roku 1885
Lista osób zmarłych w 1885:

## styczeń 1885
- 6 stycznia – Peter Christen Asbjørnsen, norweski pisarz, folklorysta, przyrodnik[1]
- 11 stycznia – Anna Maria Janer Anglarill, hiszpańska zakonnica, błogosławiona katolicka[2]
- 15 stycznia – Kasper Borowski, biskup łucko-żytomierski, profesor[3]
- 23 stycznia – Karl Volkmar Stoy, niemiecki pedagog[4]
- 26 stycznia – Charles Gordon, angielski generał[5]

## marzec 1885
- 21 marca – Leonard Rettel, polski pisarz, poeta i tłumacz[6]
- 30 marca – Ludwik z Casorii, włoski franciszkanin, święty katolicki[7]

## kwiecień 1885
- 19 kwietnia – Mykoła Kostomarow (ukr. Микола Іванович Костомаров), ukraiński historyk, pisarz i etnograf[8]
- 23 kwietnia – Stanisław Egbert Koźmian, polski tłumacz, autor przekładów utworów Williama Szekspira[9]

## maj 1885
- 2 maja – Peter Ludvig Panum, duński lekarz i fizjolog, autor naukowego opisu odry[10]
- 3 maja – Aleksander Karadziordziewić, książę serbski[11]
- 22 maja – Victor Hugo, pisarz i poeta francuski[12]

## czerwiec 1885
- 18 czerwca – James Arcene, najmłodszy, udokumentowany, skazany na śmierć w USA[13]
- 22 czerwca – Abd Allah al-Mahdi (Mahdi z Sudanu), przywódca powstania sudańskiego[14]
- 27 czerwca – Ludwika Teresa de Montaignac, francuska zakonnica, założycielka Oblatek Serca Jezusa, błogosławiona katolicka[15]

## lipiec 1885
- 23 lipca – Ulysses Grant, amerykański generał, prezydent USA[16]

## sierpień 1885
- 25 sierpnia – Maria del Transito od Jezusa Sakramentalnego, zakonnica, błogosławiona katolicka[17]

## październik 1885
- 29 października – James Hannington, brytyjski misjonarz, święty kościoła anglikańskiego, męczennik[18]

## listopad 1885
- 16 listopada – Louis Riel, kanadyjski przywódca Metysów[19]
- 25 listopada – Alfons XII Burbon, król Hiszpanii[20]
- data dzienna nieznana: 
  - Ludwik Zieleniewski, konstruktor i wynalazca, przemysłowiec[21]